# 汚れた街
「汚れた街」（Living for the City）は、アメリカ合衆国の歌手であるスティーヴィー・ワンダーの1973年のヒット・シングルで、ワンダーのアルバム『インナーヴィジョンズ』に収録されている楽曲である。Billboard Hot 100で最高8位を記録し、Billboard R&Bチャートでは1位を記録した。トントズ・イクスパンディング・ヘッド・バンドの低いスロウなシンセサイザーの音によって、緊張感と社会への怒りが表現されている。なお、この曲は「ローリング・ストーンの選ぶオールタイム・グレイテスト・ソング500」では104位にランクインしている。

## 解説
歌詞は、鋭い社会的な実録で、ミシシッピで厳しい生活を送る少年の物語から始まる。少年の家族はとても貧しく、食べ物もお金も不足し人種差別もある中、両親は住み込みで一生懸命に働いて彼を励ます。曲が進むと、緊張感と欲求不満による怒りがワンダーのうなり声で表現される。
間奏部では、青年となった主人公の少年が初めてニューヨークへ行った話が挿入されている。青年は麻薬を輸送したとの疑いで、逮捕されて10年の禁固刑を受ける。ワンダーの声はさらに緊張感を増して怒ったうなりにあふれるが、曲の終わりではポジティブに納まっていく。ラジオでのエアプレイでは、主人公が独房に入れられるシーンで「ニガー」という言葉が使われているため、寸劇部分は削除されている。また、最後の2節についても、同様に削除されている。

## チャート・パフォーマンス
| チャート                   | 最高位 |
| -------------------------- | ------ |
| Billboard Hot 100          | 8      |
| Billboard Hot Soul Singles | 1      |
| 全英シングルチャート       | 15     |

## カバー
- レイ・チャールズは、1975年のアルバム『Renaissance』で採り上げている[5]。寸劇部分では、チャールズが絶望的なほどの貧困さを語る。このチャールズのバージョンは、グラミー賞最優秀R&B楽曲賞を受賞している[6]。ワンダーは、チャールズに感謝しており、2人はテレビ収録でデュエットでこの曲を共演した。
- イギリスのヘヴィメタル・バンドのギランによるカバーは、1982年のアルバム『マジック』に収録され、同作からの第1弾シングルとしてもリリースされて[7]、全英シングルチャートで50位に達した[8]。
- また、イアン・ギランは、ピクチャー・ディスク・シングルとしてこの曲を発売した。
- イギリスのハードロック・バンドのサンダーのメンバーであるダニー・ボウズとルーク・モーリーがこの曲をカバーし、彼らのアルバム『Mo's Barbeque』に収録された[9]。
- ジャズ・ピアニストのラムゼイ・ルイスは、1974年のアルバム『Sun Goddess』にインストゥメンタル・バージョンを収録した[10]。
- この曲とオージェイズの「For The Love Of Money」のメドレーが、女性ラッパーのクィーン・ラティファらに演奏された。このメドレーはマリオ・ヴァン・ピーブルズ監督の1991年の映画『ニュー・ジャック・シティ』で効果的に使用された。
- スパイク・リー監督の映画『ジャングル・フィーバー』では、タージ・マハルでの麻薬密売のシーンでこの曲がフィーチャーされている。
- アメリカのコメディアンのリチャード・プライヤーは、1976年のアルバム『…Is It Something I Said?』でこの曲を参照している。
- アメリカのソウルデュオ、アイク&ティナ・ターナーは1973年のアルバム『Nutbush City Limits』でこの曲を演奏している[11]。
- アメリカのロックバンドであるTOTOは、2002年のアルバム『Through the Looking Glass』にこの曲のカバーを収録している[12]。
- アメリカのヒップホップグループ、ウータン・クランの1997年のアルバム『Wu-Tang Forever』に収録される「The City」は、この曲のカバーとみなすことができる。インスペクター・デックの歌うメロディーは原曲とは全く異なるが、「Living for the City」というセリフが度重なって使用される。
- アメリカのR&B歌手アッシャーは、2010年のアルバム『Raymond v. Raymond』に収録されたシングル「Lil Freak」で、この曲をサンプリングしている。
- ウェールズの歌手ボニー・タイラーは、1978年のアルバム『Natural Force』にこの曲のカバーを収録している[13]。